# Vágvörösvár
Vágvörösvár (szlovákul Červeník, korábban Verešvar) község Szlovákiában, a Nagyszombati kerületben, a Galgóci járásban.

## Fekvése
Galgóctól 5 km-re északnyugatra, a Vág folyó jobb partján fekszik.

## Története
A régészeti leletek tanúsága szerint már az újkőkorban éltek itt emberek, de találtak használati eszközöket a korai és a késői vaskorból is. A terület már a római korban lakott volt. A 10. század közepéről származó ősmagyar temetőt is tártak fel a területén.
A települést 1113-ban "Bin" alakban említik először a zoborhegyi apátság birtokainak határleírásában. 1254-ben "Been",1294-ben "Edeuthbiny", 1317-ben "Verusvar", 1375-ben "Wereswar", 1582-ben Weoreswar, 1773-ban "Veresvar" néven említik a korabeli forrásokban. A 12. században a zoborhegyi bencés apátság birtoka volt, majd 1294-ben az Aba nembeli Rufus Ábrahám szerezte meg. 1375-ben a Hontpázmány nemzetség birtoka, később több nemes családé volt. A falu eredetileg a mai Újvároska területén állt. 1665-ben a falu határát a kincstár vásárolta meg birtokosától, Forgách Ádámtól a Lipótvári erődítmény felépítése céljából. Az erődítmény felépülése után az ősi falu megszűnt és lakói a mai helyen alapították újra. Lakói híres zöldségtermelők voltak.
Vályi András szerint: "VÖRÖSVÁR. Nyitra Várm. fekszik Újvároskának szomszédságában, mellynek filiája; határja ollyan, mint Beregszegé."
Fényes Elek szerint: "Vörösvár, Nyitra vm. tót falu, Ujvároska mellett: 820 katholik., 1 evang. lak. F. u. gr. Erdődy Józsefnő. Ut. p. Galgócz."
Nyitra vármegye monográfiája szerint: "Vörösvár, vágvölgyi tót község, Ujvároskától északra, 925 r. kath. lakossal. Posta, táviró és vasúti állomás Lipótvár. Kath. templomát Gula János odavaló polgár 1776-ban építtette, tornyát azonban gróf Erdődy György emeltette 1809-ben. Az 1848-iki szabadságharcz alatt a község körül lefolyt csatározások alkalmával, a templomot összelövöldözték, de azután később ismét helyreállították. Kút nevű dűlőjén valaha község volt, mely azonban már rég, teljesen elpusztult. A községről már 1295-ben tétetik említés. A XIV. század második felében a Huntpázmán nemzetség birtoka volt. Későbbi földesurai az Erdődyek voltak, kiknek itt ma is nagyobb birtokuk van."
Népviseletét Jankó János is külön megemlíti "A millenniumi falu terve" című kéziratában, melyet Nyitra vármegye közgyűlési termét díszítő képgyűjtemény részeként látott Kovács Gyulával együtt, s azt javasolták a milleneumi kiállításon is bemutatni. A trianoni diktátumig Nyitra vármegye Galgóci járásához tartozott.

## Népessége
| Év:            | 1994. | 2004.   | 2014.    | 2024.   |
| -------------- | ----- | ------- | -------- | ------- |
| Emberek száma: | 1420  | 1495    | 1669     | 1691    |
| Eltérés:       |       | +5,28 % | +11,63 % | +1,31 % |

| Év:            | 2023. | 2024.   |
| -------------- | ----- | ------- |
| Emberek száma: | 1686  | 1691    |
| Eltérés:       |       | +0,29 % |

1880-ban 826 lakosából 4 magyar, 9 német és 777 szlovák anyanyelvű volt.
1900-ban 918 lakosából 20 magyar, 7 német és 891 szlovák anyanyelvű volt.
1910-ben 1005 lakosából 31 magyar, 5 német, 963 szlovák és 6 egyéb anyanyelvű volt. Ebből 999 római katolikus, 3 izraelita, 2 református, 1 evangélikus vallású volt.
1921-ben 1080 lakosából 9 magyar és 1071 csehszlovák volt.
1930-ban 1221 lakosából 1214 csehszlovák és 7 állampolgárság nélküli volt. Mindenki római katolikus vallású volt.
1970-ben 1771 lakosából 1762 szlovák volt.
1980-ban 1637 lakosából 1620 szlovák volt.
1991-ben 1481 lakosából 1473 szlovák, 4 cseh, 2 morva, 1 ukrán és 1 egyéb nemzetiségű volt.
2001-ben 1477 lakosából 1465 szlovák és 1 magyar volt.
2011-ben 1596 lakosából 1538 szlovák és 3 magyar volt.

## Neves személyek
- Itt hunyt el 2013-ban Josef Geryk cseh labdarúgó, kapus.

## Nevezetességei
- Szűz Mária templombavezetése tiszteletére szentelt, római katolikus temploma a 18. században épült.